# Amgoeëma (plaats)
Amgoeëma (Russisch: Амгуэма, Tsjoektsjisch: Омваам; Omva'am) is een plaats (selo) en selskoje poselenieje in het district Ioeltinski van de Russische autonome okroeg Tsjoekotka, gelegen in het binnenland aan de rechteroever (ten oosten) van de gelijknamige rivier Amgoeëma. Het is de enige overgebleven nederzetting aan de verharde weg tussen het districtcentrum Egvekinot (91 km) en de verlaten mijnwerkersplaats Ioeltin. De plaats telde begin 21e eeuw 511 inwoners.

## Voorzieningen, economie en vervoer
Amgoeëma is een traditionele Tsjoektsjennederzetting. De plaats telt een aantal flatgebouwen van 5 etages en heeft een internaat voor alle leeftijden (wat een zeldzaamheid is in Tsjoekotka) en heeft als zodanig een verzorgende functie voor omliggende dorpen waar dit niet het geval is. Begin 21e eeuw werd door gouverneur Abramovitsj bijna 2,5 miljoen dollar geïnvesteerd in de school, de bouw van 46 nieuwe huizen met heetwateraansluiting en andere voorzieningen, een gasthuis, kappers en een banya.
De meeste inwoners zijn actief in de rendierhouderij, die er floreert door de aanwezige graaslanden rond de rivier en in het gebied eromheen en door het ontbreken van andere nederzettingen in de buurt. Deze rendierhouders wonen een groot deel van het jaar in jaranga's op de toendra. In 2008 werd net als eerder in het dorp Kantsjalan in het kader van het federale nationaal project 'Landbouw' een modulaire slachterij en vleesverwerkingsbedrijf (kosten: 47,5 mln. roebel) van het Finse bedrijf Kometos Oy opgezet (op basis van lease) in het dorp voor de productie van rendierwildvlees.
Iets ten zuiden van Amgoeëma ligt de verlaten wegenbouwersnederzetting Dorozjny (aan een zijweg van de hoofdweg) en zuidelijker de verlaten nederzetting '68e kilometer' (68-i km; vanaf het startpunt in Egvekinot). Verder naar het noorden liggen de verlaten nederzettingen '105e kilometer' (105-i km), Tranzitny en Geologitsjeski.

## Cultuur
In het dorp werken (begin 21e eeuw) een tweetal kunstenaars die souvenirs maken van walrustanden en rendierhorens.
In augustus wordt het Vylgynkoranymatfeest ("feest van de jonge rendieren") gehouden in het dorp, waarbij rendieren worden geslacht voor het verkrijgen van huiden voor kleding voor de inwoners voor de winter erop. Aan het einde van het feest richtten de vrouwen van het dorp een maaltijd aan (de kivlet), waarbij gekookte rendiermagen compleet met hun onverteerde etensresten in combinatie met wildbraad, bloed en uien worden opgediend, hetgeen enigszins smaakt zoals goulash. Voor gasten die meedoen aan het feest wordt het als ongepast (belediging) gezien om te weigeren mee te eten van de kivlet.
Net als bij veel andere plaatsen in Tsjoekotka zijn ook in de regio rond Amgoeëma neolithische overblijfselen gevonden.

## Vernoemd naar de plaats: Scheepsklasse
Tussen 1962 en 1969 werd op de scheepswerf in Komsomolsk aan de Amoer een klasse van 7 ijsbreker-vrachtvaarders gebouwd (later tot 1975 nog 4 in Cherson), die naar het dorp Amgoeëma zijn vernoemd. Deze eerste nieuwe Oela-klasse (Russische afkorting voor "versterkt voor arctisch ijs") vormde in een aantal opzichten een voortzetting van de in Nederland gebouwde ijsbrekers van de Ob- en Lena-klasse, maar werden al snel beschouwd als te klein en onvoldoende omdat ze geen helikopterplatform hadden. Ze werden opgevolgd door de SA-15-klasse. Het eerst gebouwde schip (een vrachtschip) van deze klasse kwam in 1983, toen het ijs zich sneller formeerde als vooraf was gedacht, tijdelijk vast te zitten bij Mys Sjmidta.
Bestuurlijk centrum: Egvekinot

Amgoeëma · Billings · Ioeltin(†) · Konergino · Leningradski(†) · Mys Sjmidta · Noetepelmen · Oeëlkal · Oesjakovskoje(†) · Ozjorny · Poljarny(†) · Ryrkajpi · Vankarem · Vostotsjny(†)